# Бергенхейм, Эдвард
Эдвард Бергенхейм (Edvard Bergenheim, ранее — Bergenhem; 18 сентября 1798, Вааса — 19 февраля 1884, Або, Великое княжество Финляндское) — архиепископ города Турку (Або), глава Евангелическо-лютеранской церкви Финляндии в 1850—1884 годах.

## Биография
Родился 18 сентября 1798 года в городе Вааса.
С 27 марта 1823 года младший преподаватель истории, на начальных курсах в Финляндском кадетском корпусе во Фридрихсгаме. С 23 июля 1824 по 25 ноября 1825 года преподаватель.
В 1835—1836, 1839—1840, 1843—1850 годах — Ректор Кафедральной школы в Або.
В 1850—1884 годах избран архиепископом Або (Турку), главой Евангелическо-лютеранской церкви Финляндии.
С 14 января 1852 года член комитета, подготавливающий доклад для содействия народному образованию.
В 1853 и 1854 году руководитель Экономического общества Финляндии.
Скончался 19 февраля 1884 года и был похоронен на центральном кладбище Турку.

## Семья
- Отец — Эрик Йохан Бергенгейм
- Мать — Хэдвиг Бергенгейм
- Жена — Александрина Бергенгейм (в девичестве Брюн)
  - Сын — Бергенгейм Эдуард,
  - Дочь — Александрина Брюн,
  - Дочь — Луиза Хенденберг,
  - Дочь — Софья фон Юлин,
  - Дочь — Наталия Юлия Бергенгейм